# Nebojša Popov
Nebojša Popov (Petrovgrad, Kraljevina Jugoslavija, 20. septembar 1939 — Zrenjanin, Srbija, 7. april 2016) bio je srpski sociolog.

## Život
Rođen je 1939. godine u Petrovgradu. Od 1958. živeo je u Beogradu. Diplomirao je na Pravnom fakultetu u Beogradu, a doktorirao na Filozofskom fakultetu u Zagrebu 1976. Po završetku studija zaposlio se na Radničkom Univerzitetu “Đuro Salaj”, gde se do 1969. godine bavio obrazovanjem radnika.
Potom prelazi na Filozofski fakultet u Beogradu, gde radi kao asistent na predmetu Opšta sociologija i tu ostaje do 1975. godine, kada je udaljen s Fakulteta zajedno s još sedmoro nastavnika.
Posle petogodišnjeg čekanja na berzi rada, Nebojša Popov je 1981. postavljen za v.d. upravnika Centra za filozofiju i društvenu teoriju, u kome se zapošljavaju izbačeni profesori Filozofskog fakulteta. Centar potom postaje samostalan Institut za filozofiju i društvenu teoriju Univerziteta u Beogradu, u kome je Popov proveo najveći deo svog radnog veka.
Godine 1982. bio je inicijator obnavljanja Jugoslovenskog udruženja za sociologiju (JUS) i bio jedan od njegovih poslednjih predsednika.
U časopisu Praxis jedno vreme je bio sekretar redakcije i više godina član Upravnog odbora Korčulanske ljetne škole. Godine 1974. su obe institucije − Praxis i Koručulanska škola − ukinute pod pritiskom vlasti.

## Bibliografija
1. Contra fatum : [slučaj grupe profesora Filozofskog fakulteta u Beogradu : 1968-1988], 1989;
2. Sukobi: društveni sukobi – izazov sociologiji, 1990;
3. Jugoslavija pod naponom promena : [dvanaest ogleda : (1968-1990)], 1990;
4. Sloboda i nasilje, razgovor o časopisu Praxis i korčulanskoj letnjoj školi (sa Milan Kangrga, Zagorka Golubović, Ivan Kuvačić, Božidar Jakšić, Ante Lešaja), 2003,  86-902945-1-1;
5. Srpski populizam : Od marginale do dominantne pojave, 1993;
6. Republikanac, 1994;
7. Iskušavanja slobode : Srbija na prelazu vekova, 2010;[4]